# MKS Pogoń Szczecin
O Morski Klub Sportowy Pogoń Szczecin, abreviado Pogoń Szczecin, é um clube de futebol polonês da cidade de Estetino que disputa a Ekstraklasa.

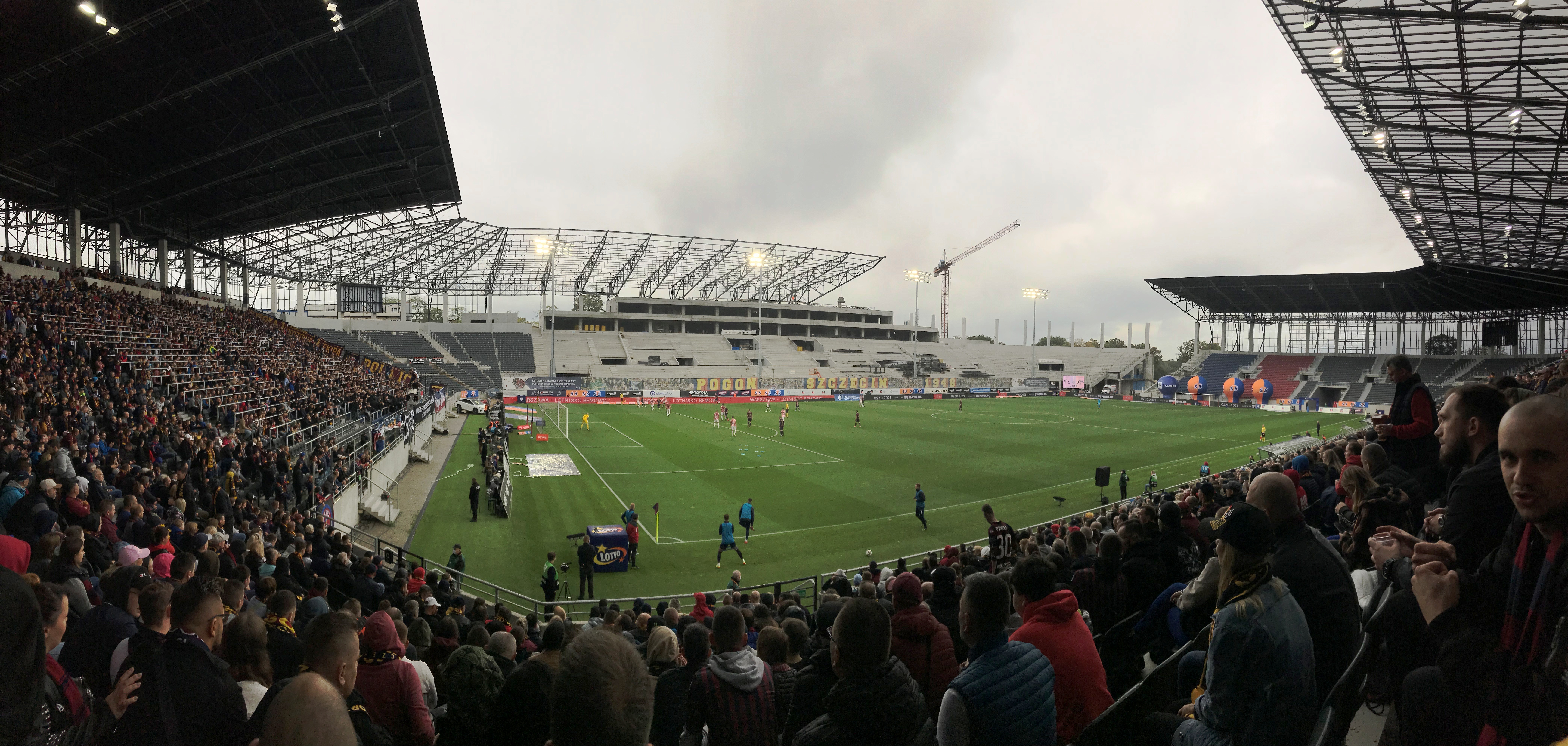
Estádio Florian Krygier

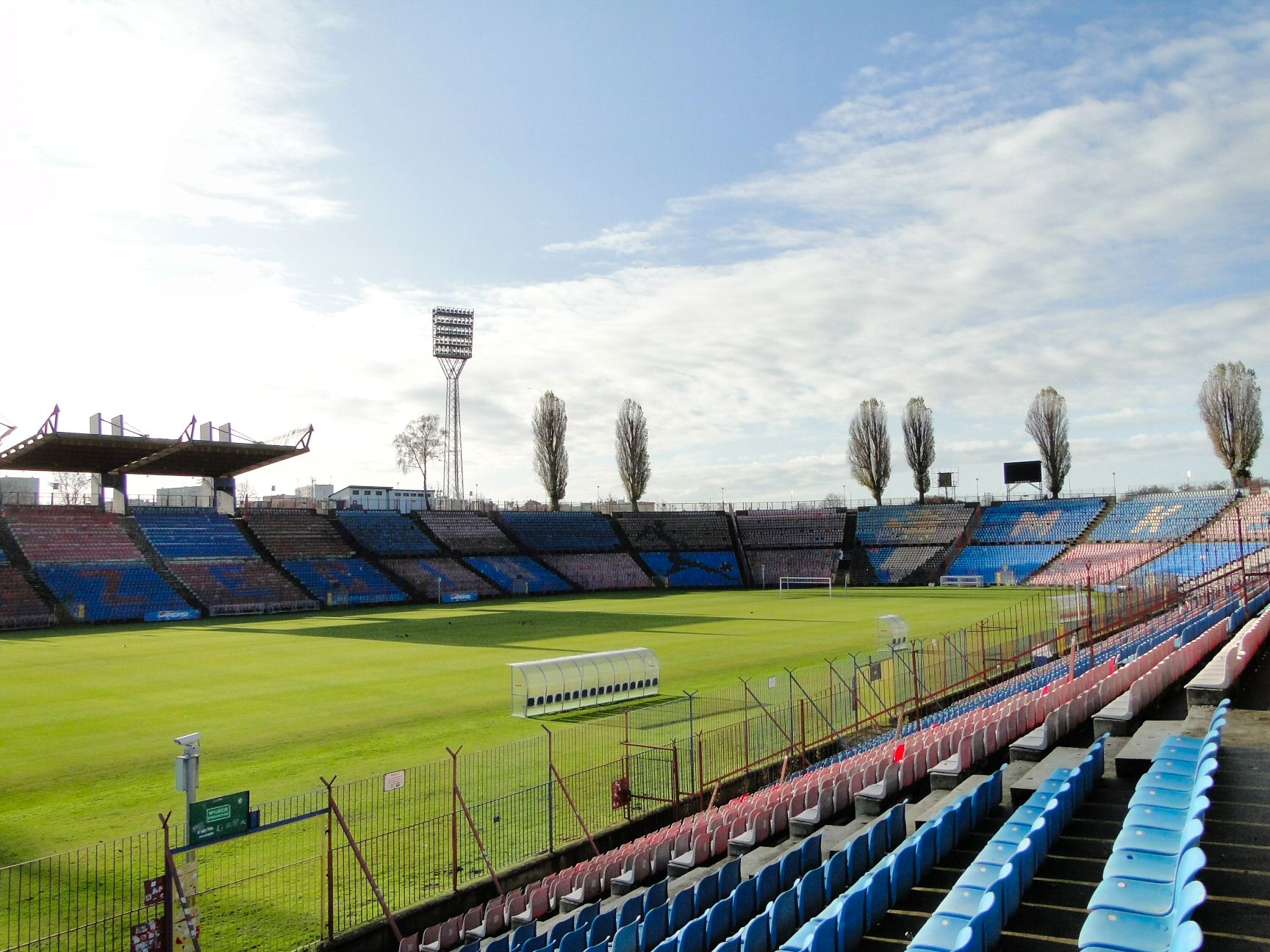
Estádio Florian Krygier

## Honras
- Vice-campeão (Wicemistrz Polski)
  - (2): 1986/87, 2000/01.
- Copa da Polônia (Puchar Polski)
  - (3 vice-campeonatos): 1981, 1982, 2010.